# Демня (Стрийський район)
Де́мня (з 1950 до 1989 — Димівка) — село в Україні, у Тростянецькій сільській громаді Стрийського району Львівської області. Населення становить 1600 осіб (2013 рік).

## Назва
Демня виникла ще у часи давньоруської держави і свою назву отримала від того, що постійно була задимлена через розвинене тут залізоплавильного виробництва. Не виключно, що й назва села утворена від слова «домниця», тобто піч для виплавки заліза з болотяної руди.
Перша письмова згадка про Демню датована 1464 роком. Однак інші джерела повідомляють, що село згадувалося під назвою Демня на Зубрі або Воля ще у 1453 році. Назва Воля свідчить, що тут відбувався процес заселення нових селян, котрим на певний період часу (10—15 років) надавалося звільнення від відбування повинностей. Згодом ойконім згадується у 1464 році, у 1466 році поселення продовжує носити подвійну назву: (Зубри або Демні). У 1469 році воно фіксується вже як Демня. До 1473 року, згідно з фактичними даними, засвідченими історичними документами, функціонують обидва офіційні ойконіми: Демня та Зубра. У XV столітті поселення згадується під назвою Demnia; у 1546 році — Демня або Воля; у 1553—1946 роках — Демня. У 1946 році радянські чиновники вирішили «ушляхетнити» назву села та перейменували Демню в Димівку, за іншими даними — у 1950 році. Ця назва проіснувала до кінця 1980-х років. 1989 року указом Президії Верховної Ради Української РСР від 11 жовтня 1989 року № 8233-XI «Про відновлення деяким селам Львівської області колишніх найменувань» селу повернена історична назва — Демня.

## Історія

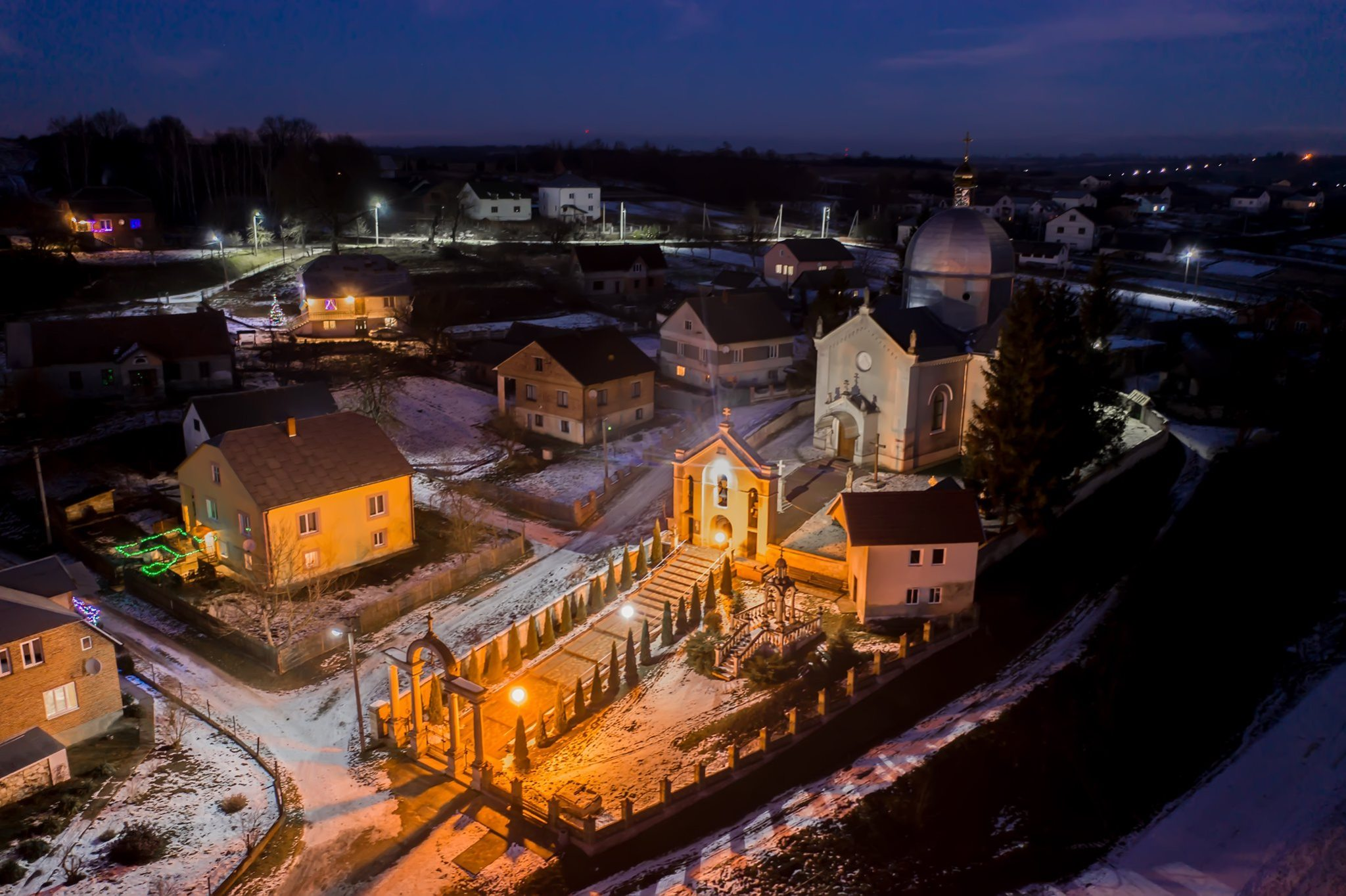
Церква Святого Миколая

Старовинне село розташоване над річкою Зуброю, за кілька кілометрів від Миколаєва.
Непрямим підтвердженням давності Демні є назва церковної сіножаті «під Острівцем», зазначена у документі 1739 року. Ця назва свідчить, що колись тут було укріплення з часів Київської Русі. Імовірно, що на початку свого існування Демня належала до князівських маєтків і після захоплення Галичини Польщею перейшла до королівських володінь. З податкового реєстру відомо, що після ворожої навали місцеві селяни обробляли 8 ланів землі (лан — 20 гектарів), а 15 ланів пустували. На Зубрі функціонували два великі млини, була корчма. Слід зауважити, що село зайняло багато земель. На частині з них у XVIII столітті виник сусідній Тростянець.
Багато злигоднів випало на долю Демні. Пізньої осені 1620 року її спалили ординські нападники, забрали худобу. Демня зазнала ще ряд спустошливих татарсько-турецьких нападів. І, як свідчать перекази, саме в той час вона змінила своє розташування: з високого горба перемістилася на 2 кілометри північніше, у долину Зубри.
1711 року село спіткало чергове, лихо — нашестя сарани. Тут від голоду згинула худоба й птиця. Сарана знищила всі посіви.
З 1735 року війтівство в селі перейшло до рук магнатів Жевуських, які володіли Демнею тривалий час.
В селі існувала «Димарка», де виплавлялося залізо, виготовлялися штаби для дальшої обробки, обручі для бочок, лемеші для плугів, серпи та коси, цвяхи та чавунні пічки. Сировиною служила болотна руда. Добування болотяної руди, випалювання вугілля, заготівля дров і все інше, аж до вивезення готової продукції, було внесено в інвентар та обов'язкові повинності навколишніх сіл. Руду возили з Верина, Стільська, Надітич, Ілова і Волі Великої, а також брали і в самій Демні. Кожен з підданих Верина, Надітич, Демні та Стільська мав 10 днів відробити за рахунок шарварків на копанні та перевезенні руди та 2 дні на ремонт кузні. За роботу понад повинності платили гроші. Щоб полегшити селянам відробіток у 1738 році Міхал Юзеф Жевуський звільнив їх від плати мостових мит. На самих промислах платили гроші найманим майстрам. У 1809—1811 роках в Демні працювало 36 майстрів, 73 челядники, 7 учнів і 4 помічники. За рік тут вироблялося близько 2500 центнерів заліза. Димарка в Демні припинила своє існування ще до 1830 року, ще певний час туди возили залізо у штабах для переробки зі Сколе та інших місць.
Обробка каменю також з давніх-давен була в традиціях жителів Демні. У 1912 році на 1982 мешканців припадало близько 100 майстрів обробки каменю. Найвідомішими майстрами межі XIX—XX століть. були Михайло Верещинський, Захар Дзиндра, Андрій Лавренців, його син Лавр, Максим Петриця, Григорій Янів. Скульптури з вапняку (переважно надгробні пам'ятники) демнянських майстрів можна знайти чи не на кожному цвинтарі — в Миколаєві, Ходорові, Жидачеві, Бібрці, Городку і селах, що їх оточують, до самого Львова і Стрия. Серед них є і роботи, достойні музеїв: «Хрести Свободи» на честь скасування панщини в Галичині 1848 року, піраміди та постаменти, встановлені до 100-ліття від дня народження Тараса Шевченка. Один з таких пам'ятників з іменем автора Федя Дзиндри стоїть у с. Завидовичах Львівського району. Ці традиції живуть і нині.

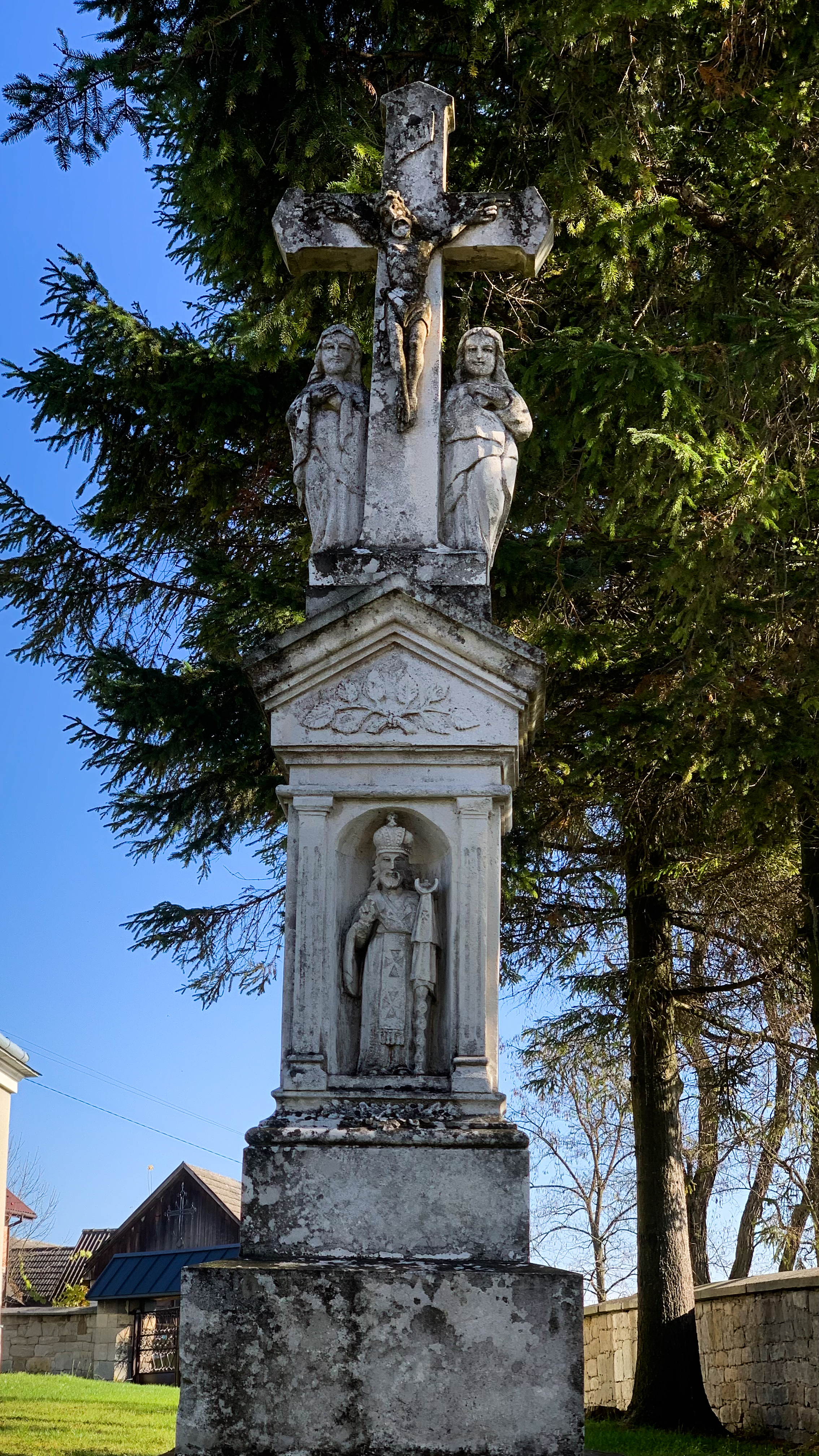
Скульптура з демнянського каменю на подвір'ї місцевої церкви

У вересні 1939 року селяни підняли синьо-жовтий прапор, відбувся запеклий бій між українськими селянами та польськими поліцаями, у ході якого загинули 3 українці та 9 поліцаїв, далі поліцаї ще чотирьох селян заштовхали в підпалену хату і вони згоріли.

## Населення

### Мова
Розподіл населення за рідною мовою за даними перепису 2001 року:
| Мова       | Кількість | Відсоток |
| ---------- | --------- | -------- |
| українська | 1597      | 99.69%   |
| російська  | 4         | 0.25%    |
| румунська  | 1         | 0.06%    |
| Усього     | 1602      | 100%     |

## Костел Матінки Божої Ченстоховської

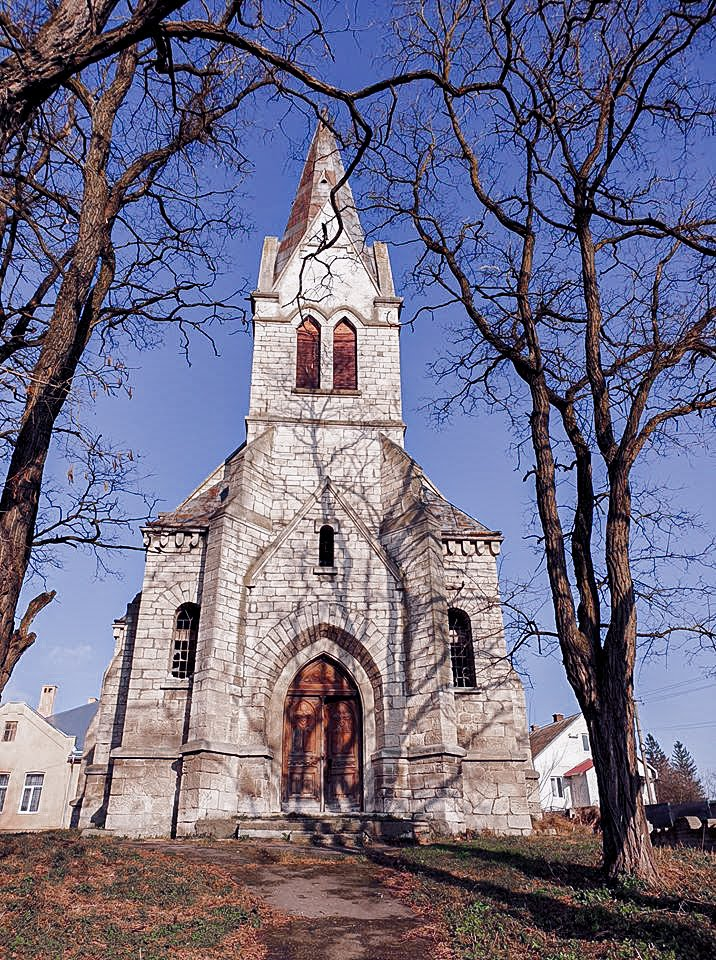
Костел Матері Божої Ченстоховської

Костьол був споруджений у 1913 році місцевими жителями. Наприкінці XIX—XX століття маєток був власністю Фундації графа Станіслава Скарбека. Перед першою світовою війною були розпочаті старання про утворення в Демні окремої парафії. Після завершення війни постала парафіяльна експозитура, а у 1935 році — окрема парафія, що належала до Стрийського деканату. До неї належали села Черкаси, Дроговиж, Глухівець, Гонятичі, Кагуїв та Луб'яна, відокремлені від миколаївської парафії, а також Горбачі зі щиренької парафії.
Завдяки старанням миколаївського пароха о. Войцеха Войновського Львівська консисторія погодилася на спорудження каплиці (з часом філіального костелу, нарешті парафіяльного) в Демні. Спорудження каплиці профінансували з пожертв парафіян. Вже наступного року постали мури костелу Матінки Божої Ченстоховської, але забракло коштів. У 1913 році отримали допомогу від консисторії та Львівського намісництва для завершення будівництва, яке було завершене у серпні 1913 році склепінням. Проте зміна пароха в Миколаєві на короткий час зупинила роботи. Каплиця стояла без даху, хорів та підлоги. Новий парох з Миколаєва о. Антон Баре скаржився на нестачу коштів та відсутність проєкту, який зник у мулярів.
У травні 1914 року після отримання чергової дотації від консисторії, роботи по спорудженню каплиці поновилися. Перед самим вибухом війни каплиця була закінчена, у ній почали служитися відправи.
Наприкінці 1914 року святиня була пошкоджена російським військом. У 1916—1917 роках в Демні квартирувало австрійське військо, і вояки відремонтували каплицю, а якийсь вояк-митець розмалював її всередині. У 1918—1920 роках в Демні було збудовано плебанію.
Біля 1945 року костел був закритий. У 1960-х роках в ньому облаштували колгоспний склад, а 1984 року — шкільний гімнастичний зал. В будинку плебанії містилася місцева школа. У 1989 році було відремонтовано дах костелу, а наступного 1990 року ліквідовано гімнастичний зал. Нині будівля костелу стоїть пусткою.

## Герб та прапор
У червоному полі дві срібні доменні печі, над ними — золотий хрест із конюшиноподібними кінцями. Доменні печі означають давні залізоплавильні промисли і ведуть до назви села (герб є промовистим), а хрест вказує на розвинену обробку каменю.

## Відомі люди

### Народилися
- Котович Володимир — український військовий діяч. Отаман Української Галицької Армії.
- Худаш Михайло Лукич — український мовознавець, доктор філологічних наук; згадав про Демню і декотрих її мешканців у своїй статті «З історії формування і становлення українських прізвищ» [11].
- Янів Трифон — генерал-хорунжий Армії УНР.
- Дзиндра Євген Васильович — український скульптор, викладач, громадський діяч.
- Климковська-Беньковська Станіслава (1.03.1896, Демня — 30.07.1996, Щецин) — художниця, під час Першої світової війни була медсестрою, брала участь в обороні Львова, художню освіту здобувала в Кракові та Парижі, з 1957 року мешкала та 1996 року похована на Центральному цвинтарі міста Щецина[12].
- Подфедько Любомир Сергійович (1987—2015) — український військовослужбовець, десантник, солдат Збройних сил України, гранатометник (80-та ОАМБр). Загинув у боях за Донецький аеропорт під час російсько-української війни. Прощання з Любомиром Подфедьком і похорон героя відбулися 7 січня 2015 року. В похоронній процесії брали участь сотні селян, жителів сусідніх сіл, райцентру, бойові побратими; прощалися, стоячи на колінах у снігу[13].